# Gijs Van Hensbergen
Gijs van Hensbergen es un escritor, hispanista, crítico gastronómico, profesor de arquitectura e historiador del arte de origen neerlandés, afincado en Dorset. Es un estudioso de la figura de Gaudí y otros artistas españoles.
Obtuvo un postgrado en Historia del Arte en la Universidad de Londres, tras el cual trabajó en diversos museos del mundo .
Sus proyectos y trabajos para la televisión incluyen su colaboración con John Richardson en A Life of Picasso, y su participación en la serie Raiders of the Lost Arts de Discovery Channel. Ha intervenido con cierta frecuencia en programas de la BBC4, Radio 4, TV3 y TVE . En marzo de 2013 fue entrevistado por Lara Logan en el afamado programa de la CBS 60 Minutes dedicado a la Sagrada Familia de Gaudí . Por su parte, un documental de la Hessischer Rundfunk sobre Gijs van Hensbergen, en 2007, se centró en su libro sobre el Guernica .
Otras de sus obras son:
- Art Deco (1986).
- A Taste of Castille (1992), un libro de viajes por España.